# Лана Паррія
Лана Марія Паррія (англ. Lana Maria Parrilla; нар. 15 липня 1977, Бруклін) — американська акторка кіно та телебачення, феміністка. Найбільш відома роллю Реджини Міллс в телесеріалі «Якось у казці» виробництва ABC.

## Біографія
Лана Марія Паррія народилася і виросла в Брукліні, Нью-Йорк, у родині бейсболіста Сема Паррії. 
Ще в ранньому віці Лана вирішила стати артисткою і після закінчення середньої школи переїхала в Лос-Анджелес навчатись акторської майстерності, і згодом почала виступати в місцевих театральних постановках.
Паррія заручилася з Альфредо Ді Блазіо 28 квітня 2013 під час подорожі Ізраїлем та одружилася 5 липня 2014 в Британській Колумбії. У квітні 2019 Паррія оголосила в Instagram про успішне розлучення.
Лана Паррія є феміністкою та активісткою за права жінок.

## Кар'єра

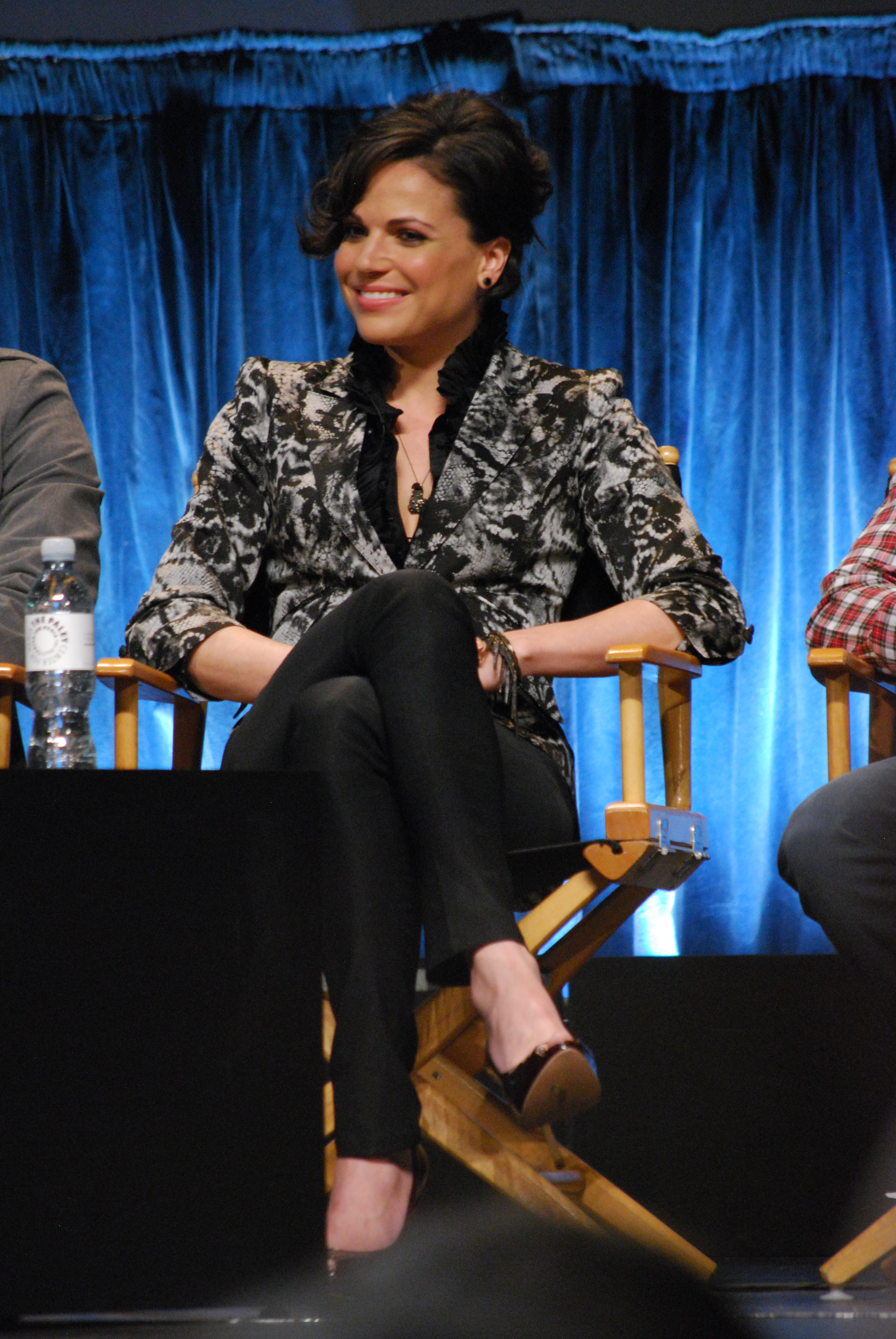
Лана Паррія, 2012

Лана Паррія встигла знятися в кількох кінофільмах, перш ніж приєднатись до акторського ансамблю комедійного серіалу «Спін-Сіті» у 2000 році. Після завершення шоу (2001) вона отримала одну з головних ролей у пілоті серіалу Стівена Спілберга Semper Fi, який не отримав зелене світло і не пішов у виробництво.
У 2002 році Паррія виконувала одну з головних ролей у драматичному серіалі каналу NBC «Бумтаун», який закрився після двох сезонів в 2003 році. У той період вона була запрошеною зіркою у багатьох серіалах, серед яких були «Військово-юридична служба», «Щит», «Поліція Нью-Йорка» та «Клієнт завжди мертвий».
На початку 2011 року Лана Паррія отримала роль у телесеріалі каналу ABC «Якось у казці». В серіалі вона грає роль Злої Королеви (минуле, Зачарований Ліс) і губернаторки міста Сторібрук Реджини Міллс (сьогодення, наш світ). Шоу отримало гарні відгуки критики. Серіал став широко популярний по всьому світі і Паррія досягла широкої популярності завдяки ролі Злої Королеви. Відтоді Паррія називає своїх фанів «Evil Regals» (царствений, зло — натяк на Злу Королеву). 
Лана Паррія отримала премію TV Guide в категорії «Улюблений лиходій» і ALMA за найкращу жіночу роль у драматичному серіалі за 2012 рік. Також вона номінувалася на премію «Сатурн» і Teen Choice в 2012 році за свою гру в першому сезоні серіалу.
У 2020 році Паррія запустила онлайн-компанію одягу під назвою Keep It Regal, де вона продає одяг, натхненний її роллю в серіалі «Якось у казці».

## Підтримка України
8 березня 2024 року Лана Паррія опублікувала твіт, висловивши підтримку Україні. Вона використовує емоджі українського прапора, червоного серця, молитовного жесту та свічки. Твіт містить посилання на короткометражний фільм "Ukrainians in Exile" від The Nation, який документує ранні дні кризи біженців з України. Фільм озвучений жінкою на ім'я Аня. На зображенні, доданому до твіту, є кадр з фільму з підписом: "Hi, my name is Anya and I am from Ukraine." 
Лана Паррія підтримує Україну (укр.), архів оригіналу за 8 березня 2024, процитовано 8 березня 2024</ref>.

## Фільмографія

### Фільми
| Рік  | Назва                                    | Роль                     | примітки                                         |
| ---- | ---------------------------------------- | ------------------------ | ------------------------------------------------ |
| 2000 | Павуки                                   | Марсі Ейр                |                                                  |
| 2000 | Дуже скупий чоловік                      | Тереза                   |                                                  |
| 2001 | Semper Fi                                | Командирка жіночої серії |                                                  |
| 2003 | Крижані зірки                            | Ліза Васкес              |                                                  |
| 2005 | Остання поїздка                          | Антуанетта               |                                                  |
| 2008 | Помилка / Подвійне життя Елеонор Кендалл | Елеонор Кендалл/Неллі    |                                                  |
| 2020 | Збирач податків                          | Favi                     |                                                  |
| 2022 | Розкол на корені                         |                          | Документальний фільм; також виконавча продюсерка |
| 2022 | Scrap                                    | Стейсі                   |                                                  |
| 2024 | Атлас                                    | Вел Шеперд               |                                                  |
| TBA  | Поганий день в офісі                     |                          | Post-production                                  |

### Телебачення
| Рік       | Назва                         | Роль                               | примітки |
| --------- | ----------------------------- | ---------------------------------- | --- |
| 1999      | Grown Ups                     | Офіціантка                         | Епізоди: "Truth Be Told", "J Says" |
| 2000      | Раптове пробудження           | Медсестра Лорна                    | Епізод: "Telltale Heart pt.1" |
| 2000–2001 | Spin City                     | Енджі Ордонез                      | 21 серія |
| 2002      | Військово-юридична служба/JAG | Лейтенантка Стефані Донато         | Епізод: "Head to Toe" |
| 2002      | Щит                           | Седона Теллес                      | Епізод: "Circles" |
| 2002–2003 | Boomtown                      | Тереза Ортіс                       | Imagen Award for Best Supporting Actress |
| 2004      | Поліція Нью-Йорка             | Офіцерка Джанет Графтон            | 3 епізоди |
| 2004      | Клієнт завжди мертвий         | Мейл                               | Епізоди: "Terror Starts at Home", "The Dare" |
| 2005      | 24                            | Сара Гевін                         | Повторювана гостьова роль / Регулярна, 12 серій |
| 2006      | Windfall                      | Ніна Шефер                         | 13 серій |
| 2006      | Загублені                     | Грета                              | Епізоди: "Greatest Hits", "Through the Looking Glass" |
| 2008      | Swingtown                     | Тріна Декер                        | 13 серій |
| 2010      | Miami Medical                 | Єва Самбрано                       | 13 серій |
| 2010      | Таємні зв'язки                | Джулія Суарес                      | Епізод: "South Bound Suarez" |
| 2010      | Медіум                        | Лідія Галстром                     | Епізод: "The Match Game" |
| 2010      | Захисники                     | Бетті Джонсон                      | Епізод: "Las Vegas vs. Johnson" |
| 2011      | Chase                         | Ізабелла Кордова                   | Епізод: "Narco: Part 1" |
| 2011–2018 | Якось у казці                 | Реджина Міллс/ Зла королева / Роні | Головна роль; 156 епізодів Teen Choice Award for Choice TV Actress: Sci-Fi/Fantasy ALMA Award for Outstanding TV Actress - Drama TV Guide Award for Favorite Villain Nominated – Teen Choice Award for Choice TV Villain Nominated – Teen Choice Award for Choice TV Villain Nominated – Saturn Award for Best Supporting Actress on Television Nominated – TV Guide Award for Favorite Villain Nominated – Teen Choice Award for Choice TV Actress: Sci-Fi/Fantasy Nominated – Teen Choice Award for Choice TV Actress: Sci-Fi/Fantasy |
| 2021      | Чому жінки вбивають           | Ріта Кастільо                      | Головна роль (сезон 2) Gracie Award for Best Actress in a Supporting Role – Comedy or Musical |
| 2023      | Лінкольн для адвоката         | Ліза Траммелл                      | Повторювана роль (сезон 2) |
| 2024      | Лесбофілія                    | Міс Мадам                          | Короткий фільм |

| Рік       | Назва                               | Роль                         |
| --------- | ----------------------------------- | ---------------------------- |
| 2000      | Дуже скупий чоловік                 | Тереза                       |
| 2000      | Павуки                              | Марсі Айр                    |
| 2001      | Semper Fi                           | Командирка                   |
| 2003      | Frozen Stars                        | Ліза Васкес                  |
| 2005      | Остання поїздка                     | Антуанет                     |
| 2006      | Lost                                | Грета                        |
| 2008      | The Double Life of Elleanor Kendall | Елеонор Кендалл / Неллі      |
| 2011-2018 | Якось у казці                       | Реджина Міллс (Зла Королева) |
| 2019      | Чому жінки вбивають?                | Ріта Кастілло                |
| 2020      | Збирач боргів                       | Фаві                         |
| 2022      | Split at the Root                   |                              |
| 2022      | Scrap                               | Стейсі                       |
| 2024      | Атлас                               | Вел Шепард                   |